# Věra Seidlová
Věra Seidlová (25. dubna 1924 - ???) byla česká a československá politička Komunistické strany Československa a poslankyně Sněmovny lidu Federálního shromáždění za normalizace.

## Biografie
K roku 1971 a 1976 se profesně uvádí jako ředitelka SVVŠ. Šlo o SVVŠ v Nové Pace, jejíž ředitelkou byla od roku 1953. Od roku 1974 kromě toho působila jako ředitelka Střední pedagogické školy pro přípravu učitelek mateřských škol. Do důchodu odešla roku 1983.
Ve volbách roku 1971 zasedla do Sněmovny lidu (volební obvod č. 74 - Jičín, Východočeský kraj). Mandát obhájila ve volbách roku 1976 (obvod Jičín) a volbách roku 1981 (obvod Jičín). Ve FS setrvala do konce funkčního období, tedy do voleb roku 1986.